# 삼수 일루나
삼수일루나는 바빌로니아의 왕(1749 BC~1712 BC)이었다.  그는 함무라비의 왕자였다. 그의 치세에 바빌로니아는 많은 속주를 잃었다.  그는 라르사의 림신 2세와 싸웠다. 대부분의 전투는 엘람과 수메르의 경계에서 발생하였다. 결국 림신 2세는 체포되어 처형되었다. 그는 전쟁중에 우르와 우룩을 부분적으로 파괴하였다.  일루마일루는 이신의 마지막왕 다미크일리슈의 후손이라 주장하며 수메르에서 삼수이루나에 대해 반란을 일으켰다. 일루마일루는 니푸르의 남쪽 수메르의 자유를 얻었다.  엘람왕 구티르나훈테 1세는 또 삼수일루나를 공격하여 그를 격파하였고 엘람은 다시 바빌론으로부터 독립을 쟁취하였다.  삼수일루나의 치세 중에 카사이트가 기원전 1741년 처음으로 침입하였다. 그것은 카사이트 지도자 간다슈의 지휘아래에 이루어졌다. 그는 후에 카사이트에 의해 바빌로니아의 정복자로 기억되었다.

## 같이 보기
- 고대 근동
- 바빌론
- 바빌로니아력
- 이라크
- 메소포타미아